# John Thomas Simpson
Pour les articles homonymes, voir John Simpson et Simpson.
John Thomas Simpson (27 octobre 1870-13 décembre 1965) est un homme politique canadien de l'Ontario. Il est député fédéral conservateur de la circonscription ontarienne de Simcoe-Nord de 1930 à 1935.

## Biographie
Né à Waverly en Ontario, Simpson étudie dans les écoles du comté de Simcoe dont la Barrie Collegiate Institute. Il entame une carrière publique en siégeant au conseil du comté de Simcoe pendant 12 ans, ainsi que comme conseiller et préfet du canton de Tiny d'où il devient préfet en 1913 et greffier en 1922.
Simpson est candidat défait lors de l'élection provinciale de 1919 dans Simcoe-Centre. Élu sur la scène fédérale en 1930, il est défait en 1935.